# Geiersberg (Austria)
Geiersberg – gmina w Austrii, w kraju związkowym Górna Austria, w powiecie Ried im Innkreis. Według Austriackiego Urzędu Statystycznego liczyła 525 mieszkańców (1 stycznia 2015).